# Zbywoj
Zbywoj – staropolskie imię męskie, złożone z dwóch członów: Zby- („zbyć się, pozbyć się”) i -woj („wojownik”).
Zbywoj imieniny obchodzi 24 kwietnia.